# Екс ле Бен
Екс ле Бен (на френски: Aix-les-Bains) е град в Югоизточна Франция, департамент Савоа на регион Рона-Алпи, предградие на Шамбери.
Разположен е на около 250 m надморска височина между планините Алпи и Юра, близо до езерото Бурже. Екс ле Бен е курортен център с минерални извори, които се използват от римската епоха. Минералната вода е с температура 43-45 °C и високо съдържание на сяра. Населението на града е 27 267 жители към 2007 г., а на алгомерацията – 54 409 души.

## Личности
В Екс ле Бен прекарва последните години от живота си руският политик Павел Милюков (1859-1943).